# Rysunki z Nazca
Rysunki z Nazca – grupa geoglifów na pustyni Sechura w Peru; system linii, które oglądane z góry przypominają kształtem zwierzęta, rośliny lub figury geometryczne, będący dziełem kultury Nazca. Znajdują się w południowo-zachodniej części Peru, niedaleko miasta Nazca, na obszarze ponad 50 km długości i 14 km szerokości. Linie znajdują się na czterech płaskowyżach: Palpa, Ingenio, Nazca i Socos, położonych pomiędzy 419 a 465 kilometrem autostrady panamerykańskiej. Zostały stworzone przez Indian Nazca między rokiem 300 p.n.e. a 900 n.e.
Rysunki sporządzono, usuwając z powierzchni czerwony żwir i odsłaniając jaśniejszą, żółtobiałą glebę. W ten sposób, na ciemnym tle uwidoczniły się wyraźne linie. Ryty mają średnio 20 centymetrów głębokości i około metra szerokości. Indianie prawdopodobnie najpierw projektowali wielki rysunek, którego nie byli w stanie ogarnąć wzrokiem, a potem przenosili go, kawałek po kawałku, w określone miejsce. Na płaskowyżu Nazca znajdują się setki geoglifów, które przedstawiają zarówno pozornie przypadkowe zbiory figur geometrycznych: kwadratów i trójkątów oraz prostych linii ciągnących się nawet przez 8 kilometrów; jak i ogromne wizerunki zwierząt i roślin. Do najsłynniejszych należą: pająk z czterdziestometrowymi odnóżami, stodwudziestometrowy kondor, koliber, orki, małpy, pies, kaktusy, kwiaty, ryby.
W 2013 mała część rysunków uległa zniszczeniu przez ciężki sprzęt używany przy wydobyciu skał wapiennych w pobliskim kamieniołomie. W grudniu 2014 organizacja Greenpeace podczas swojego protestu uszkodziła niektóre rysunki. Pod koniec stycznia 2018 roku jeden z rysunków został uszkodzony przez kierowcę ciężarówki, który stracił panowanie nad pojazdem i wjechał na geoglif.

## Znaczenie
Dla współczesnej nauki, geoglify odkryli dopiero w 1926 roku dwaj naukowcy – Alfred Kroeber i Toríbio Mejía Xesspe. Początkowo wzięli plątaninę linii za kanały nawadniające pustynny teren. Później uznali, że labirynt ma charakter religijny, podobnie jak święte ścieżki Inków. Inną teorię wysunął w 1941 roku Paul Kosok. Podobnie jak niemiecka uczona Maria Reiche, uważał on, że wzory mają związek z obserwacjami astronomicznymi i są „największym na świecie podręcznikiem z dziedziny astronomii”. Niektóre, długie na setki metrów linie, pokrywają się bowiem z orbitalnym ruchem gwiazd, a gigantyczne kontury zwierząt wiernie odzwierciedlają gwiazdozbiory.
Amerykański archeolog David Johnson uważa, że niektóre z geoglifów miały związek ze źródłami wody i systemem nawadniającym (puquios).
Jeszcze inni badacze dopatrują się w ogromnych układach linearnych szlaków handlowych, bieżni, na których rozgrywano zawody sportowe, ozdób, które miały cieszyć oczy bogów, oraz kalendarzy religijno-astronomicznych. Większość naukowców zgadza się jednak z teorią Marii Reiche, która twierdzi, że geoglify były wykorzystywane do określania pory siewu i zbiorów, gdyż oznaczają okresowe pojawianie się gwiazd i konstelacji i wskazują na punkty wschodów i zachodów słońca podczas jesiennej i wiosennej równonocy oraz przesilenia letniego. Geoglify mogły być związane ze światem, który otaczał twórców oraz z przywiązywaną przez nich wagą do poszczególnych stworzeń. Twórcy geoglifów ze wszystkimi przedstawieniami mieli kontakt i miały one dla nich znaczenie. Cały czas odnajdywane są nowe twory, pomimo tego, że ich rozmiary są ogromne.
Istnieje pogląd, że rysunki zwierząt miały ułatwić przybyszom z kosmosu lądowanie, ponieważ są widoczne wyłącznie z lotu ptaka. Jednak archeolodzy sądzą, że były to obrazy-modlitwy skierowane do boga deszczu, aby nie zapomniał o ludziach i ich rodach (zwierzęta na rysunkach to totemy - herby poszczególnych rodów). 

## Galeria

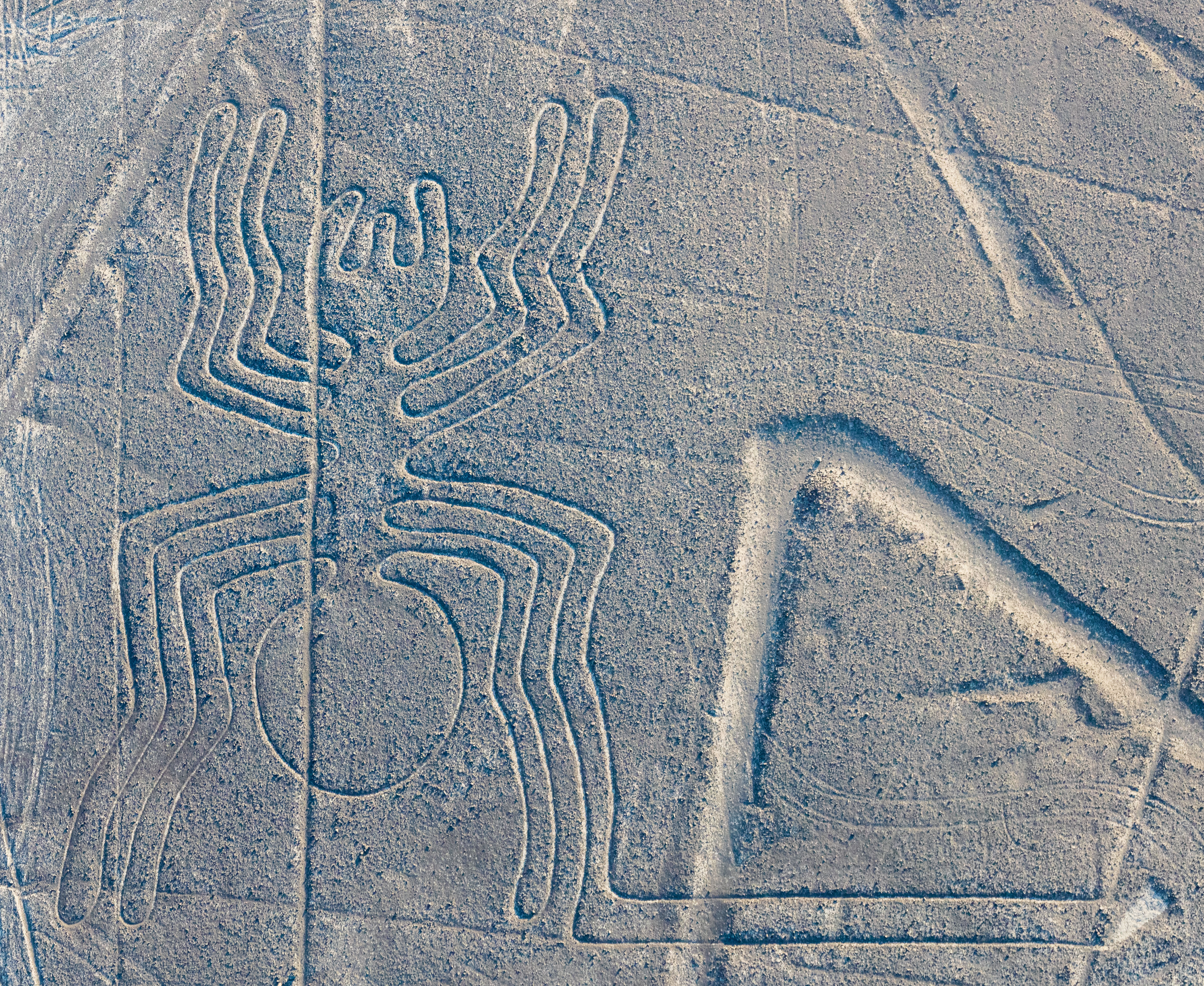
Pająk
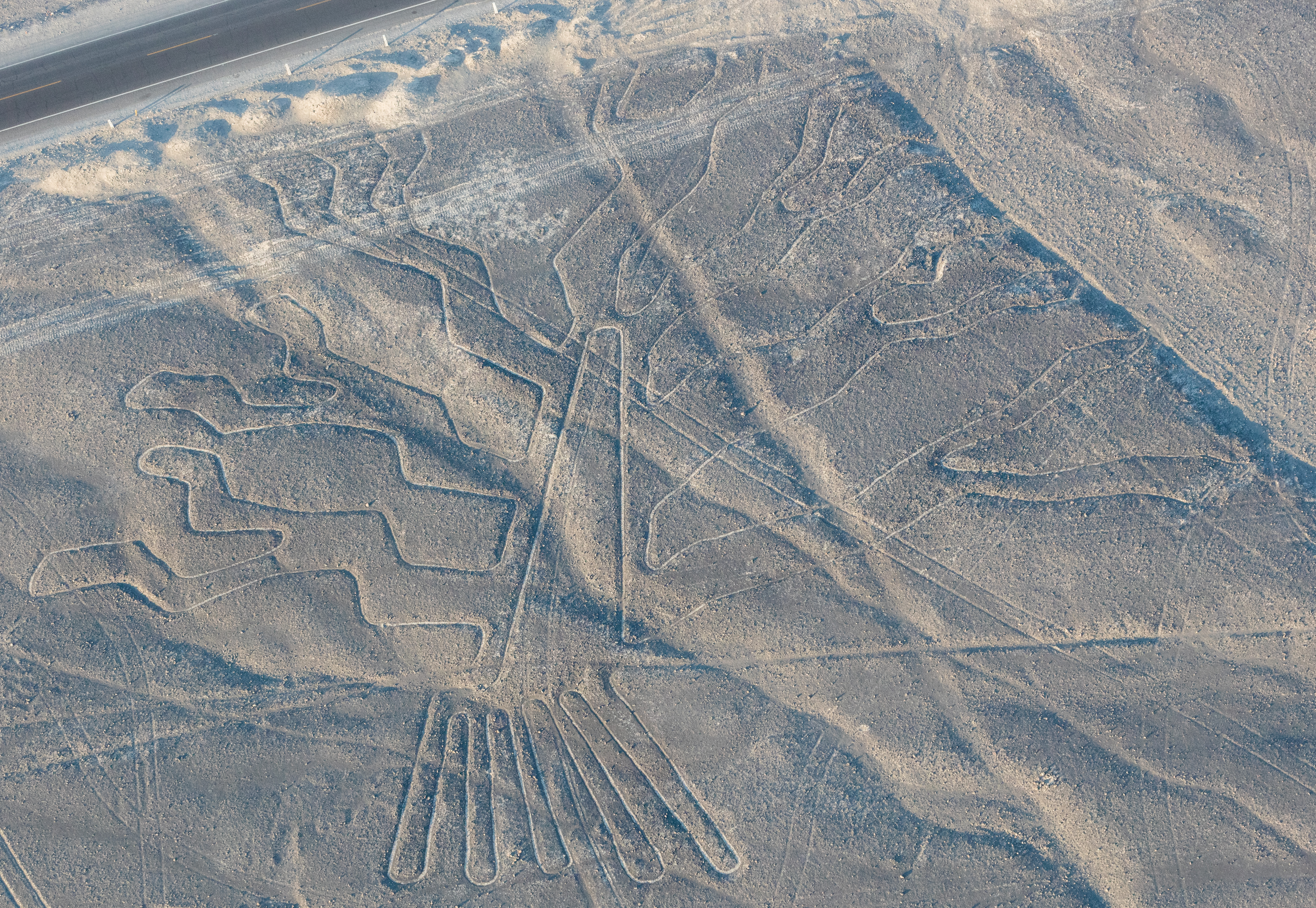
Drzewo
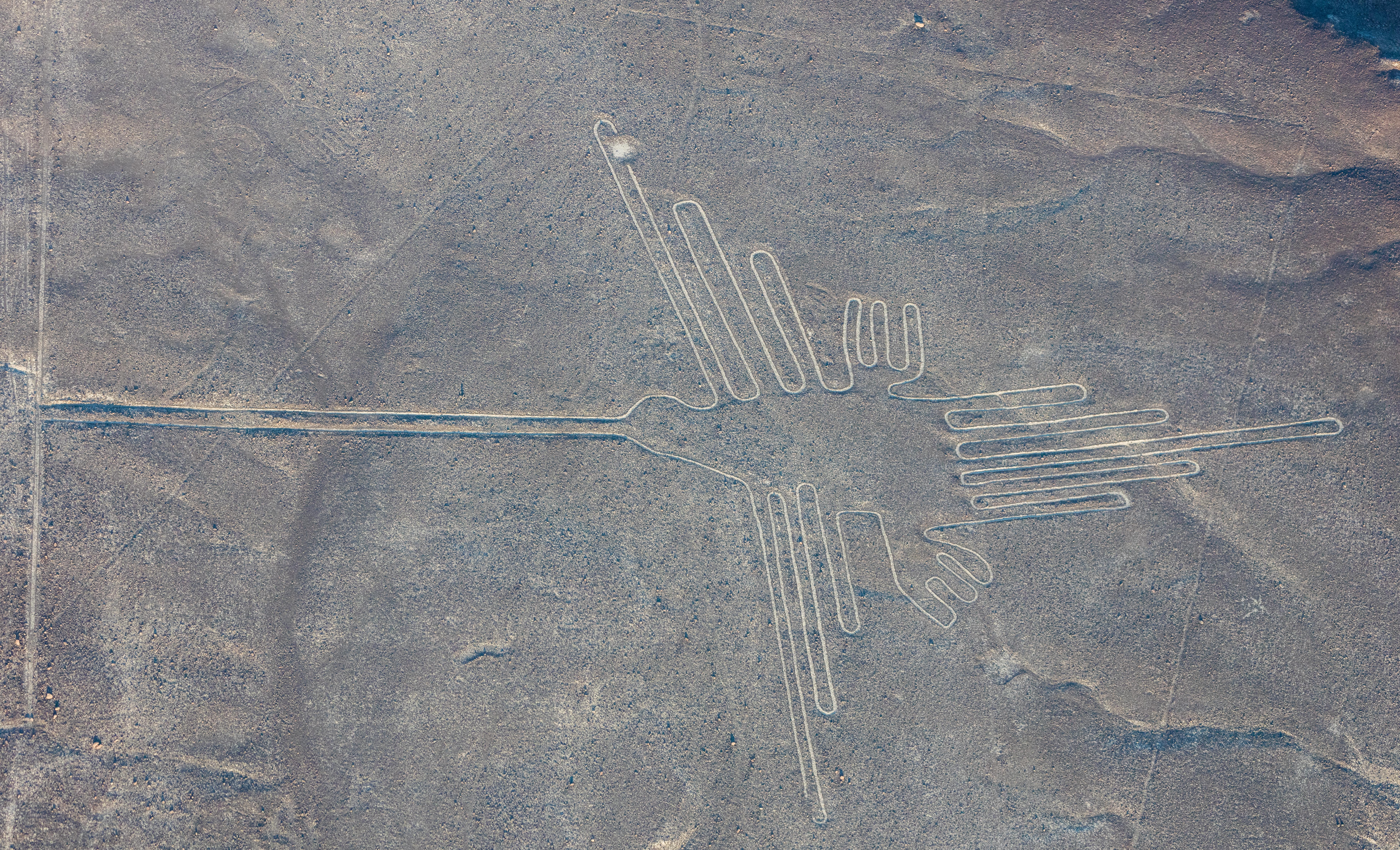
Koliber
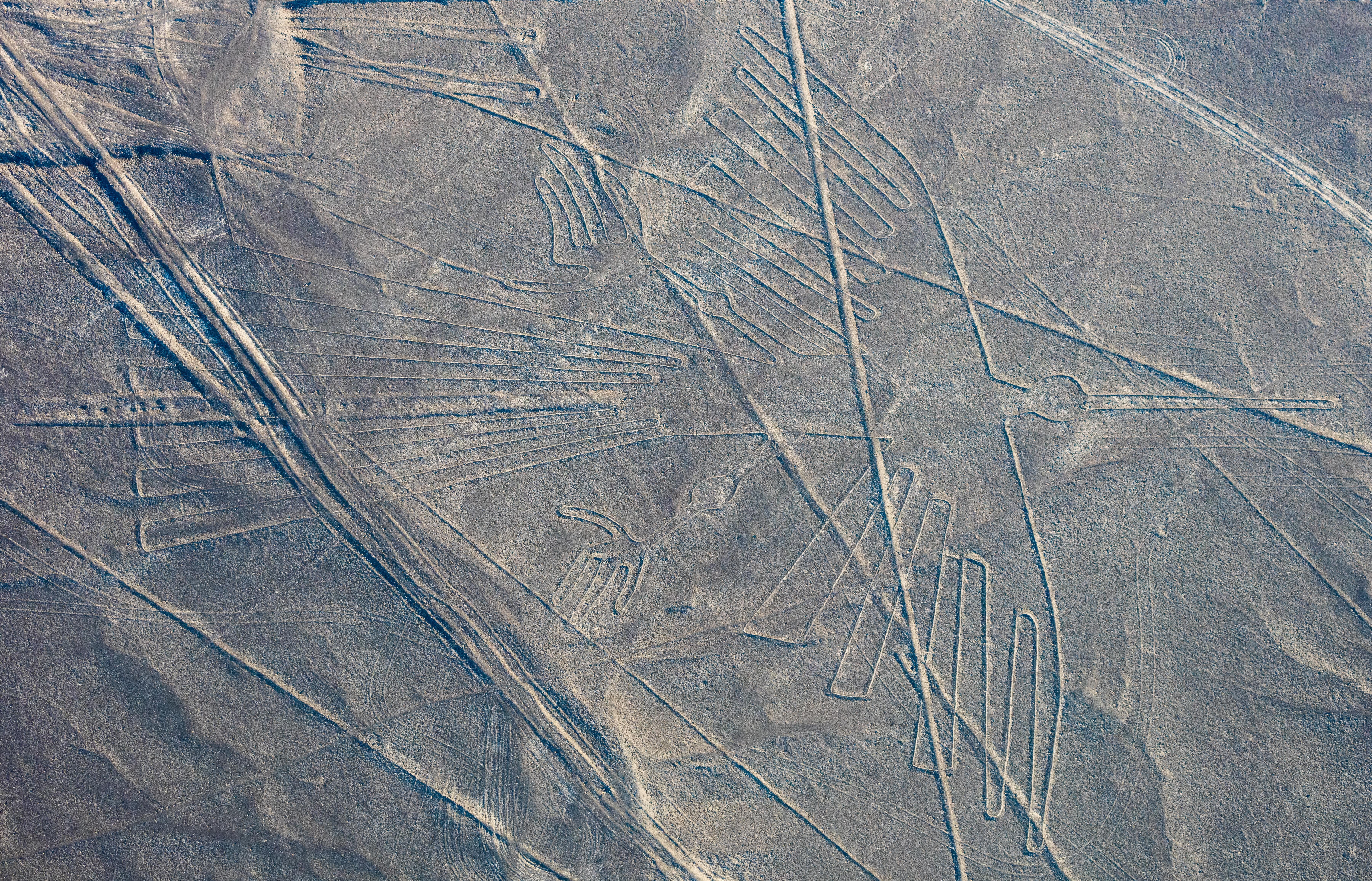
Kondor
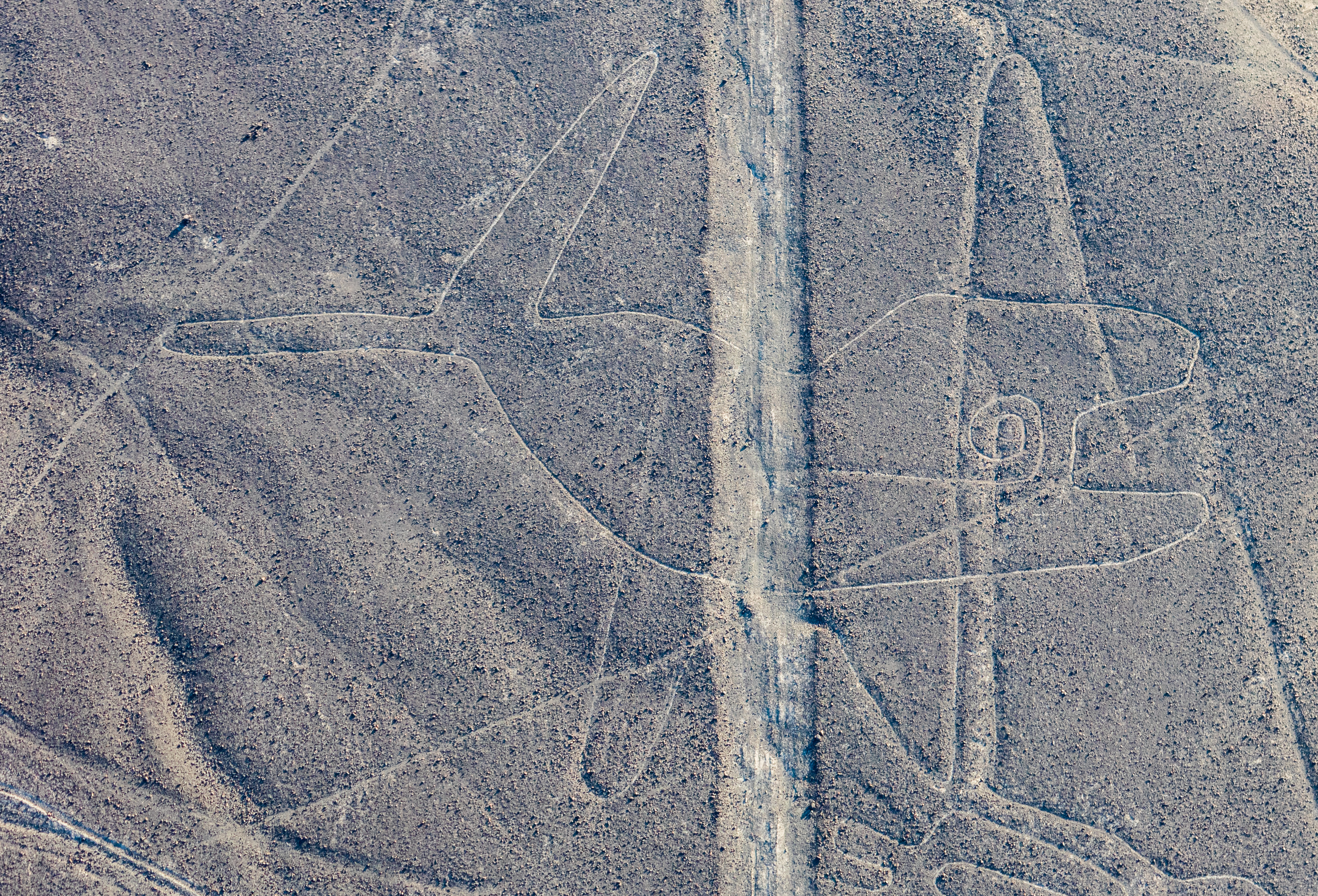
Wieloryb
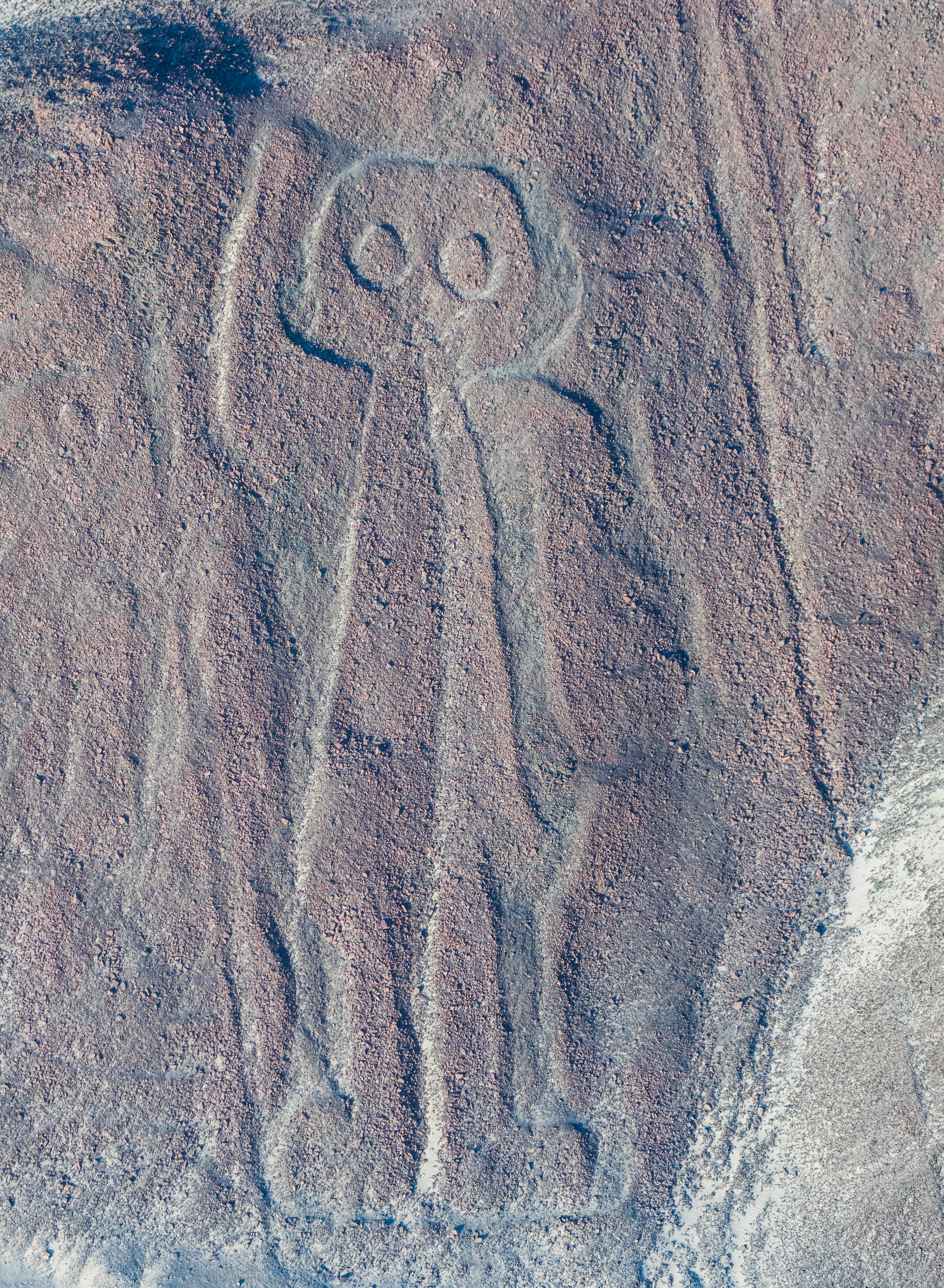
Gigant
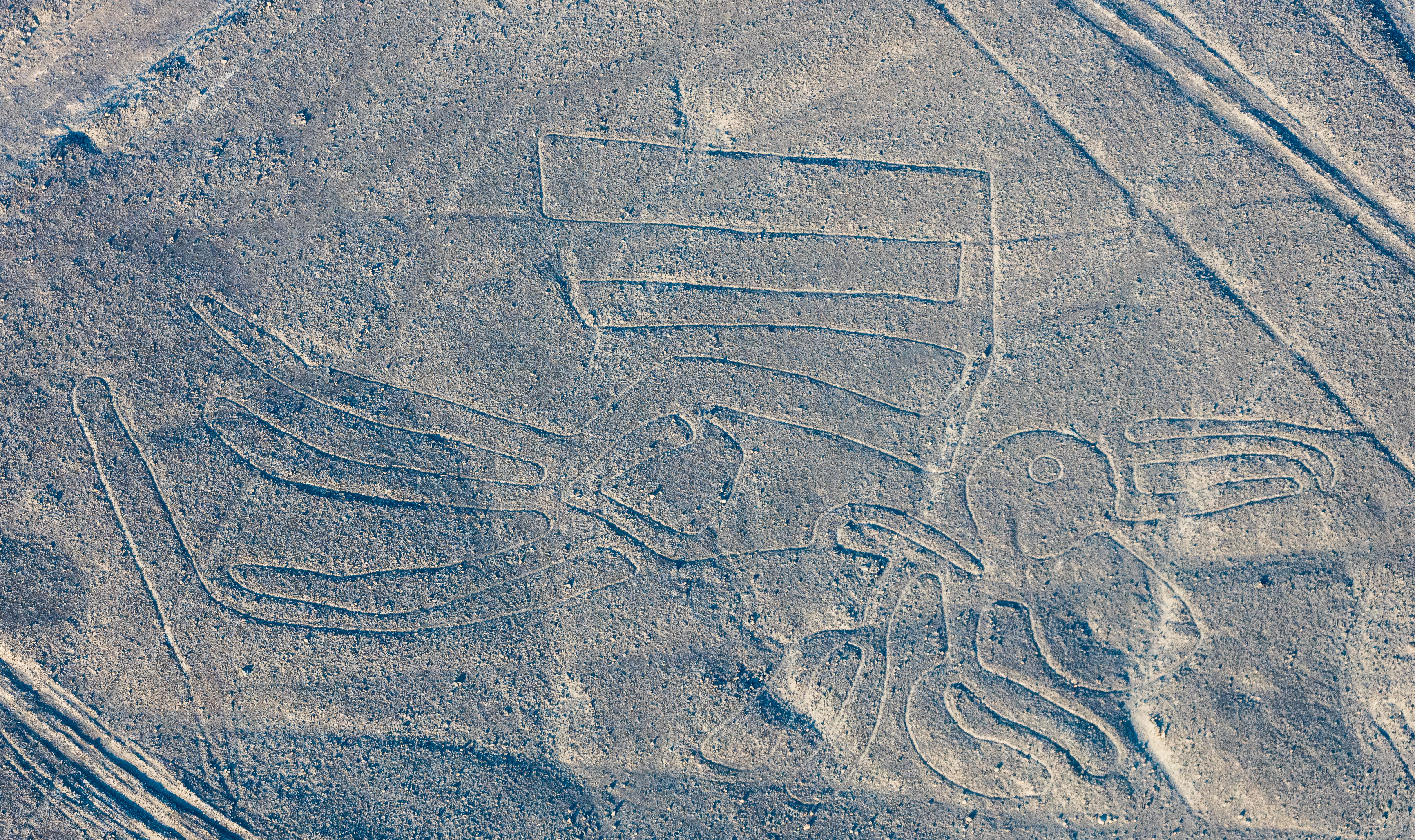
Pelikan
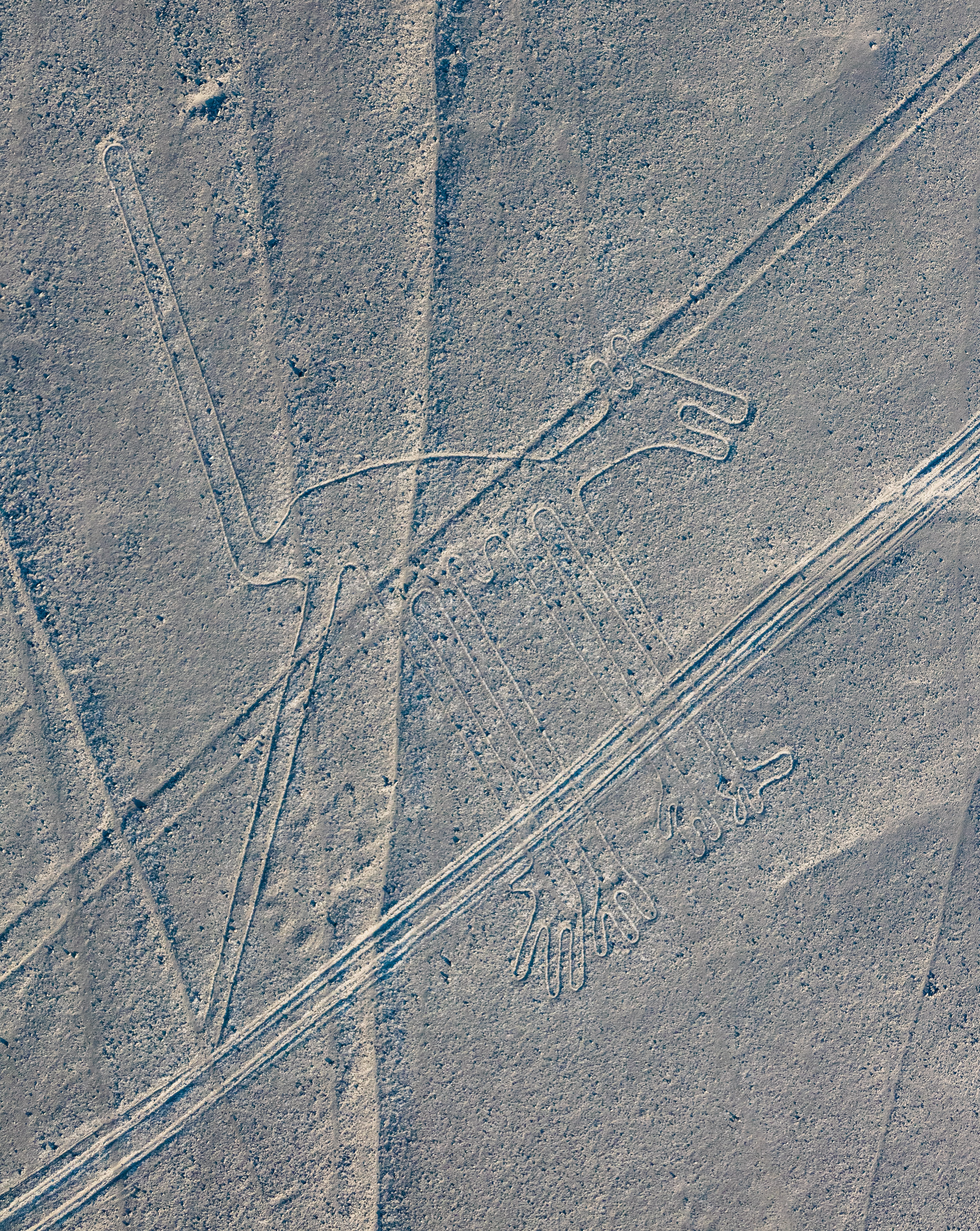
Pies
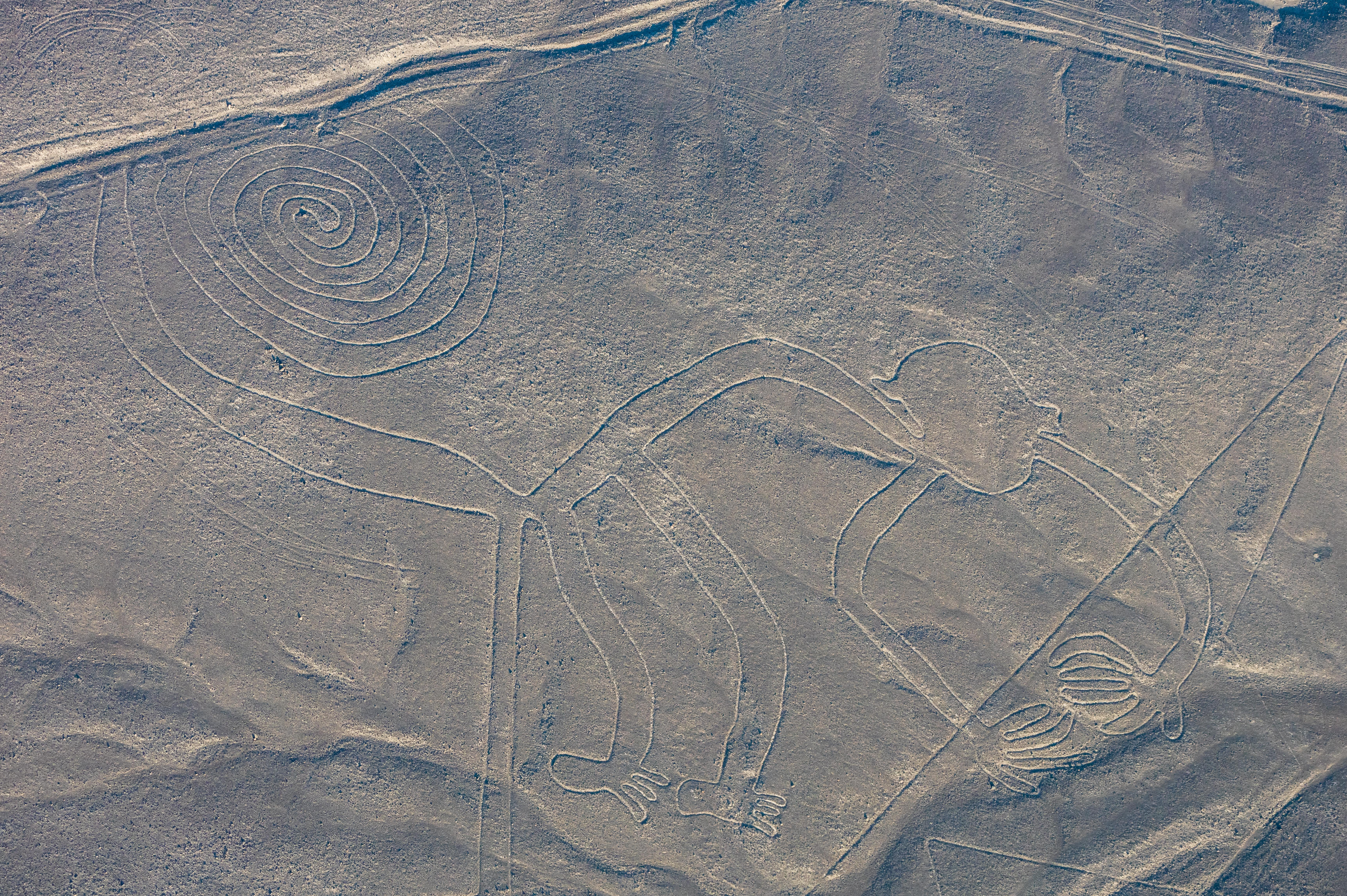
Małpa
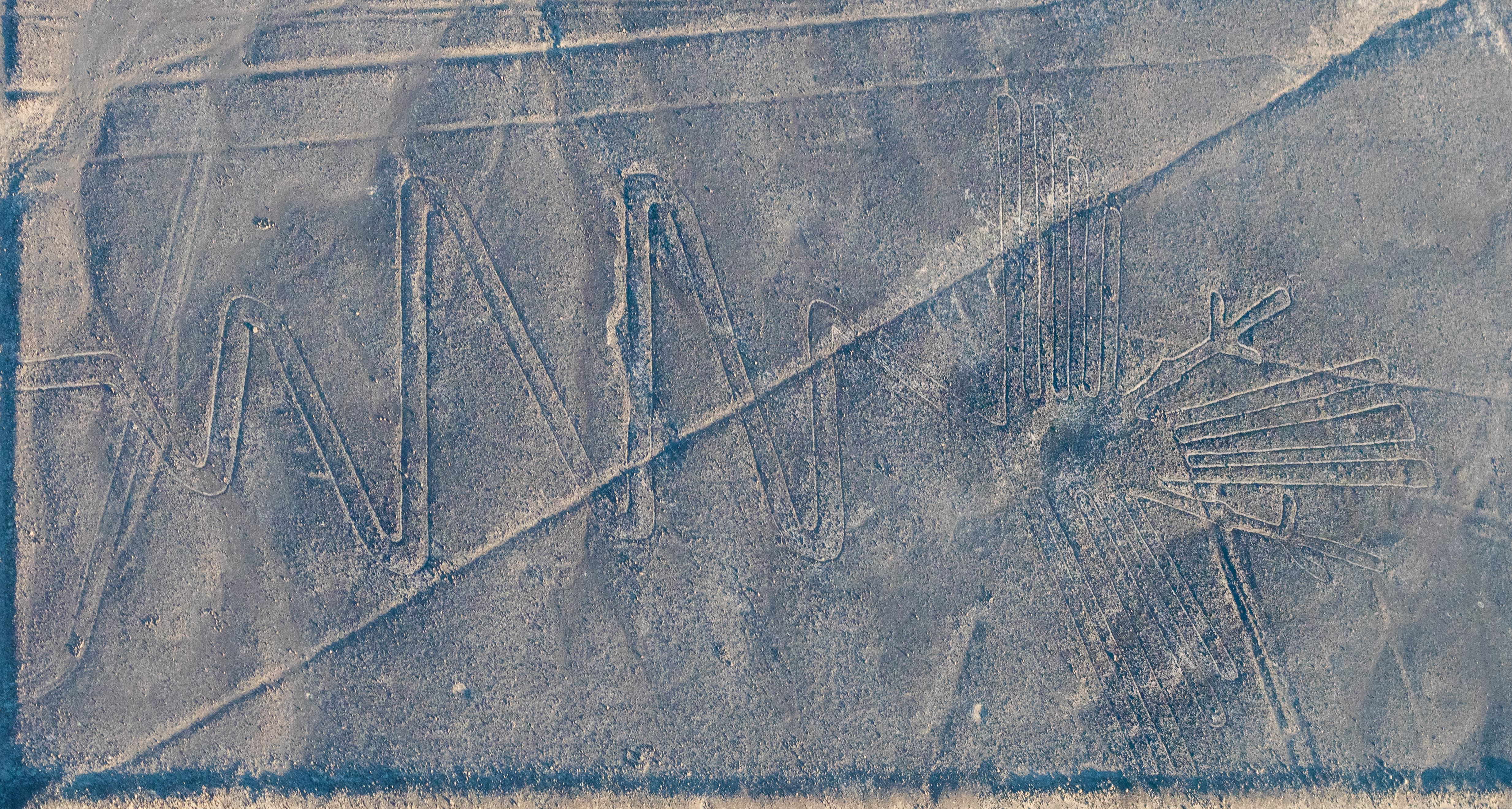
Czapla
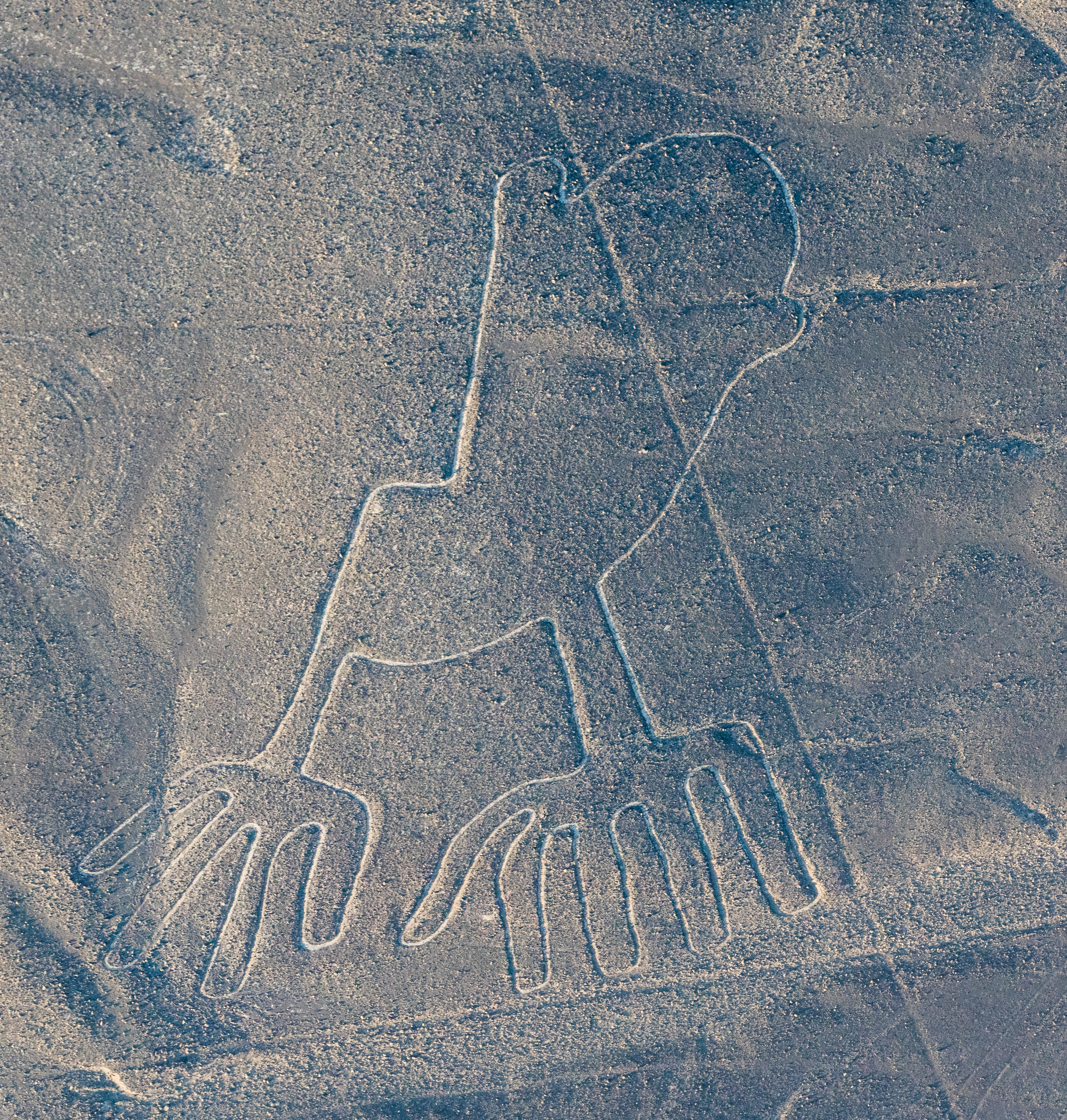
Dłonie
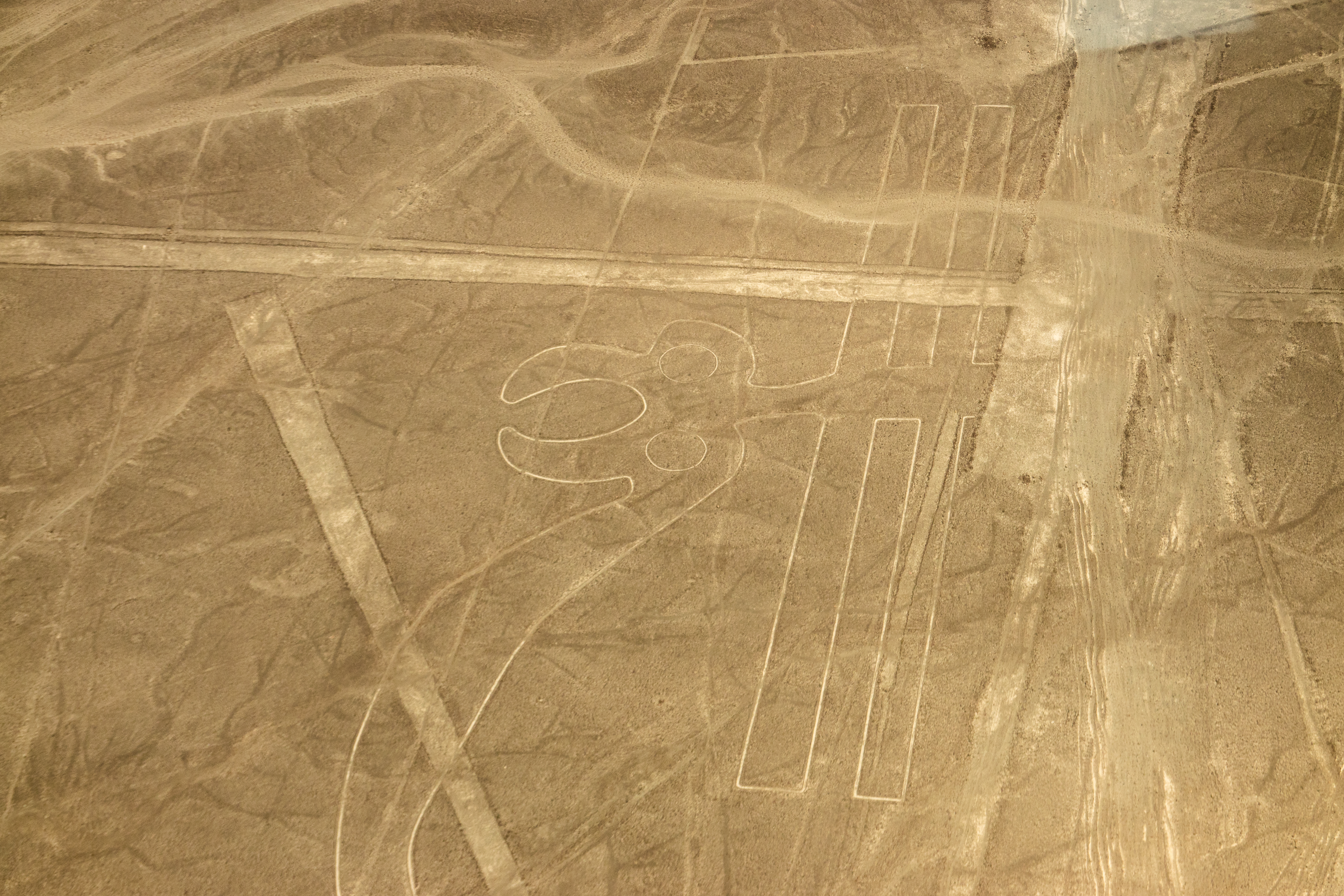
Papuga
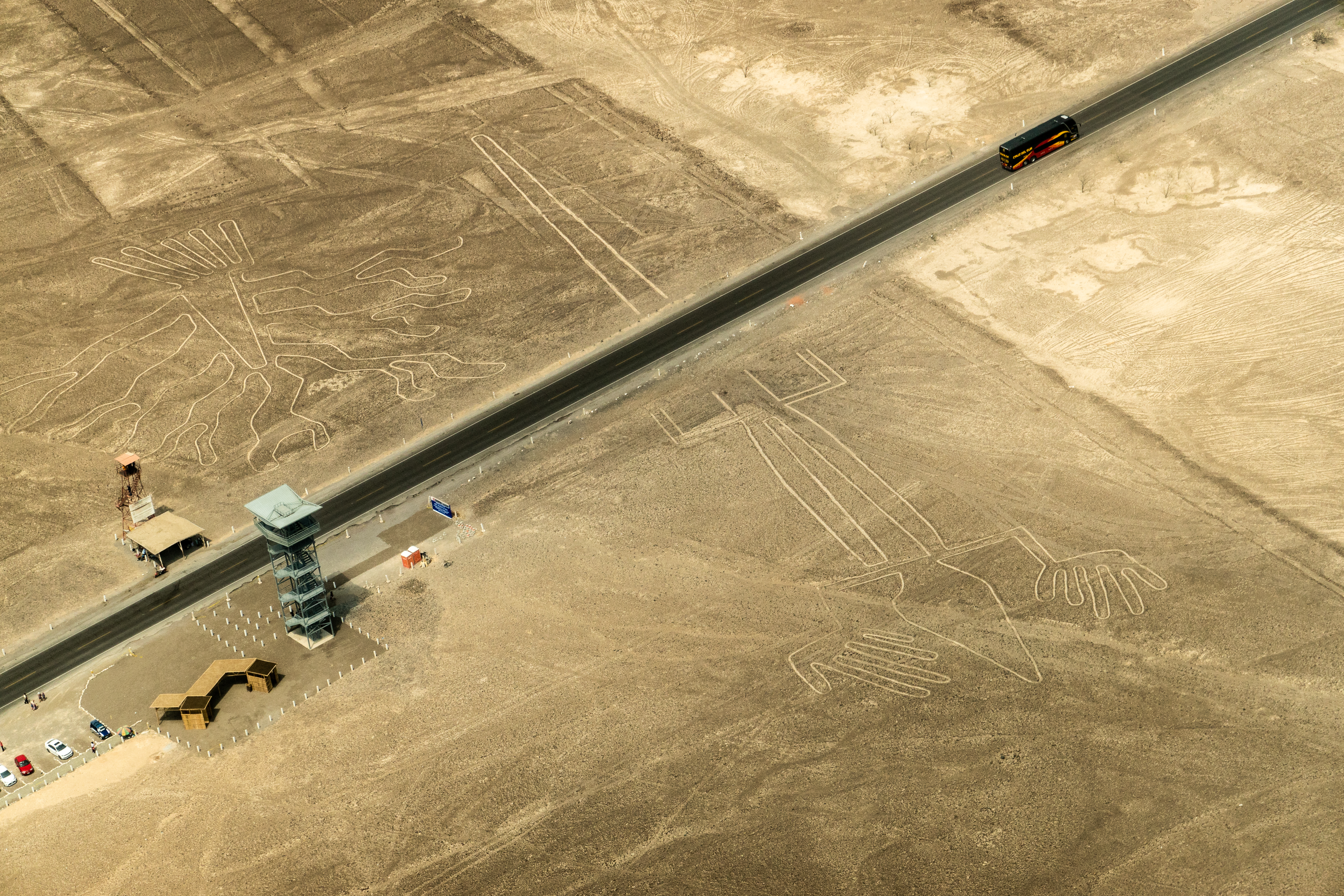
Jaszczurka
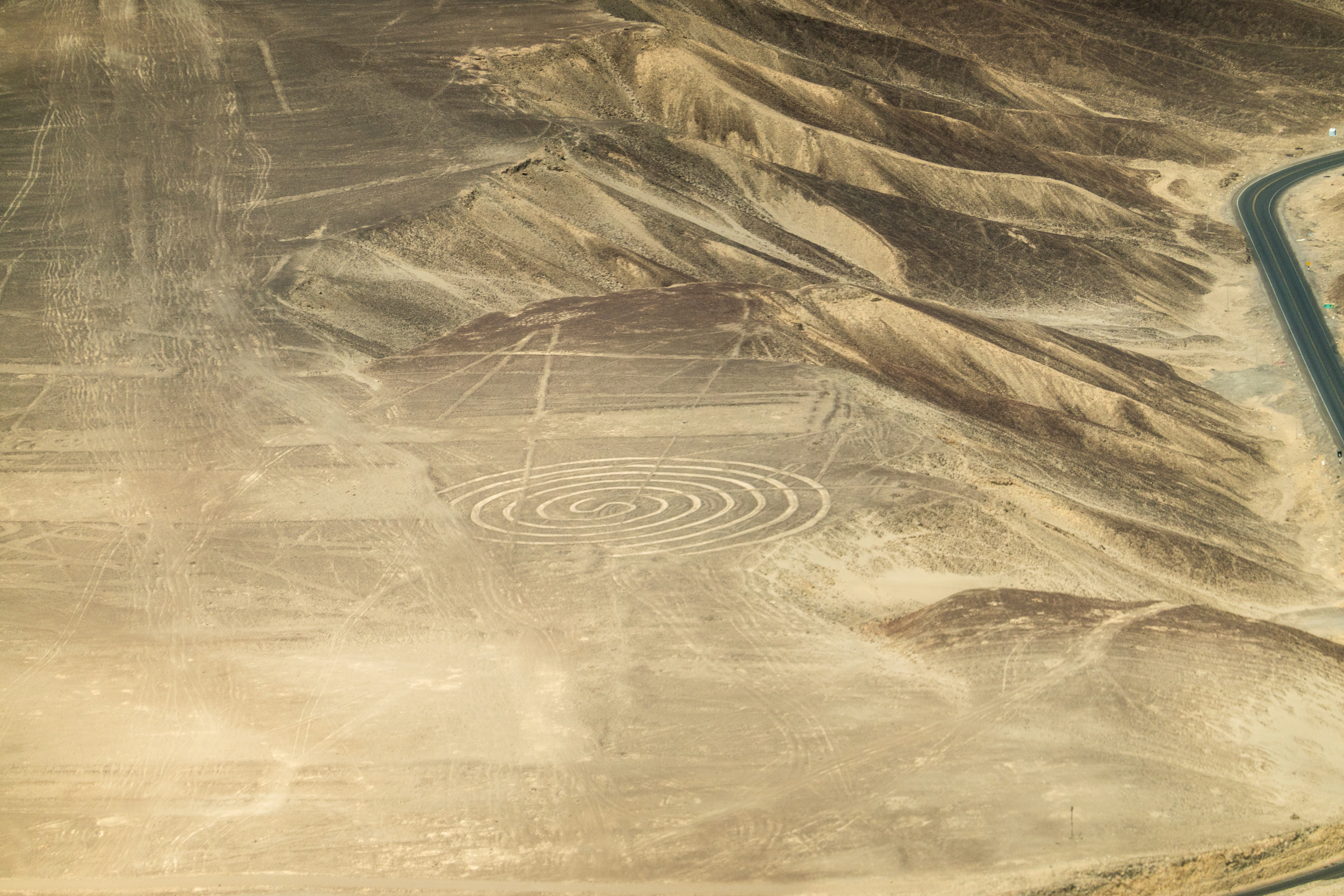
Spirala
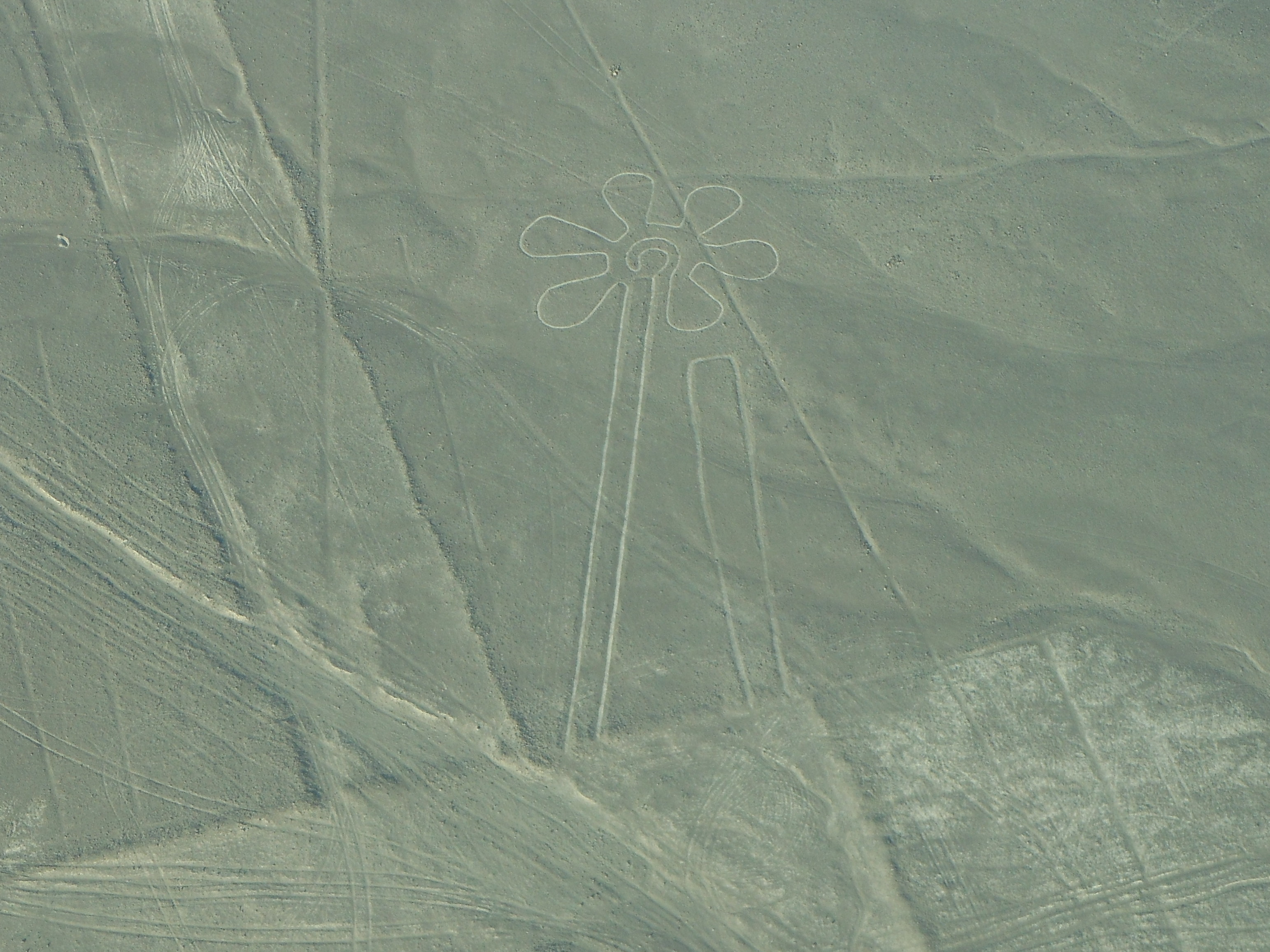
Kwiat